# Phantom of the Opera (álbum de Walter Murphy)
Phantom of the Opera (en español, El Fantasma de la Ópera), es un álbum de estudio de Walter Murphy, lanzado al mercado el primer día del mes de junio del año de 1978. Es un trabajo en el cual se encuentran casi todas las canciones instrumentales, por ejemplo una versión con sonido pop de Toccata y fuga en Re Menor (en el álbum figura como "Toccata & Funk in D Minor").

## Lista de temas
| Phantom of the Opera | |          |  |
| N.º                  | Título                                                                                                | Duración |  |
| 1.                   | «Introduction» (Instrumental)                                                                         |          |  |
| 2.                   | «The Phantom of the Opera»                                                                            | 03:47    |  |
| 3.                   | «Dance your face off» (Instrumental)                                                                  | 03:40    |  |
| 4.                   | «I'm Your Man»                                                                                        | 03:11    |  |
| 5.                   | «A Night at the Opera» (Instrumental. Contiene partes de la novena sinfonía de Beethoven.)            |          |  |
| 6.                   | «The music will not end»                                                                              | 03:34    |  |
| 7.                   | «Reverie for Christine»                                                                               |          |  |
| 8.                   | «Toccata and Funk in D Minor» (Instrumental. Versión libre de la Toccata y fuga en Re Menor de Bach.) | 03:08    |  |
| 9.                   | «Keep dancing (Then It's Back Tot the Dungeion Again)»                                                | 04:41    |  |
| 10.                  | «Gentle Explosion»                                                                                    | 03:54    |  |
| 11.                  | «You Can't Do That To Me»                                                                             | 04:08    |  |
| 12.                  | «Rescue Me»                                                                                           |          |  |
| 13.                  | «Chase, Et Fin»                                                                                       |          |  |
| 41:                  | |          |  |

Todos los temas compuestos por Walter Murphy, excepto donde se indica.
- Datos: Q30919237